# Leandro Cufré
Leandro Damián Cufré (La Plata, 9 de mayo de 1978) es un exfutbolista y entrenador argentino que actualmente es asistente técnico de la Selección de Venezuela desde 2021.

## Trayectoria

### Como futbolista
Leandro Cufré comenzó su carrera futbolística en el club Gimnasia y Esgrima La Plata, debutando en la Primera División de Argentina en 1996. Con este club disputó más de 100 partidos entre 1996 y 2002, convirtiendo 4 goles.
En septiembre de 2002 fue transferido a la AS Roma, disputando en su primera temporada 8 partidos en la Serie A y 6 en la Liga de Campeones de la UEFA. Para su segunda temporada en Europa fue cedido al AC Siena, en el que jugó 31 partidos en la temporada 2003-04. La temporada siguiente regresó a la Roma y se ganó un lugar entre los titulares, jugando 33 partidos en la Serie A y 6 en la Liga de Campeones. En su tercera temporada en la Roma nuevamente tuvo una sólida actuación, disputando 29 partidos en la Liga y 7 en la Copa UEFA, convirtiendo un gol en cada competición.
En la temporada posterior al Mundial de Alemania Cufré fue adquirido por el AS Mónaco tras pagarle a la Roma €2.1m.
Luego estuvo muy poco tiempo en el Hertha de Berlín.
Tras finalizar su contrato en Alemania, rechazó ofertas de otros Clubes Europeos para regresar a Gimnasia y Esgrima La Plata, con el cual arregló su retorno el viernes 17 de julio. Su contrato en el Lobo sería por 2 temporadas.
Inesperadamente, el 14 de agosto de 2009, previo al inicio de la Temporada de Fútbol Argentino de Primera División, Leandro Cufré decidió retornar a Europa, a causa de una Relación Conflictiva con el entonces DT de Gimnasia, Leonardo Madelón -aunque problemas particulares- fueron oficialmente citados
En diciembre del 2011, Cufré se incorpora al Atlas F. C. proveniente del fútbol Europeo para afrontar el Torneo Clausura 2012, donde el equipo del atlas se jugaría la permanencia en el máximo circuito contra Estudiantes Tecos y lograría salvarse, para el Torneo Apertura 2012, donde se debatían el descenso con el Querétaro, se convirtió rápidamente en un ídolo de la afición atlista pues su entrega y lidrazgo lo caracterizaron, dejando todo en cada partido incluso salvando en varias ocasiones la causa atlista, Cufré se convirtió en estandarte y capitán del conjunto Rojinegro siendo un factor clave. Para el Torneo Clausura 2013 se logró la salvación del conjunto rojinegro en la pelea por el no descenso que sostuvieron con Querétaro en el año futbolístico, siendo la defensa rojinegra, como ya era costumbre desde su llegada, una de las mejores del torneo mexicano. Una vez consolidado como líder del equipo y dejando atrás el tema porcentual debido al gran torneo del equipo, logró llevar al atlas a una liguilla después de varias años que no lo habían conseguido y aseguró que este equipo es el equipo de sus amores, donde quería retirarse e incluso tomar algún puesto directivo dentro del club, a sus 36 años y terminado el clausura 2014 Cufré no sería renovado por la nueva directivar a pesar de sus intentos de que se realizara dicha renovación la cual nunca se logró, siendo así su último torneo con los Rojinegros del Atlas donde tuvo una emotiva despedida, se fue con lágrimas en los ojos y estando agradecido de por vida con la institución, así como la institución y toda la afición rojinegra con él.
En junio de 2014 es contratado por los Leones Negros de la Universidad de Guadalajara por dos temporadas, sin embargo, el 8 de junio del siguiente año anunció su retiro de las canchas para dedicarse más a su familia.

### Como Auxiliar Técnico
Leandro Cufré debuta en el banquillo auxiliar para el Cruz Azul de Tomás Boy en el Apertura 2016 de la Primera División de México con un resultado de 0-0 frente al recién ascendido Necaxa.
El 21 de noviembre de 2017, es anunciado cómo auxiliar técnico de Robert Dante Siboldi para el equipo Santos Laguna. Debió renunciar en agosto de 2018 en medio de internas con el cuerpo técnico. El 8 de marzo de 2019 el Atlas lo anunció como su nuevo director técnico después de la salida de Ángel Guillermo Hoyos por un mal torneo.

### Director Técnico
El 11 de marzo de 2019 el Atlas lo anunció como su nuevo director técnico después de la salida de Ángel Guillermo Hoyos, siendo el conjunto tapatío el primer equipo como Director Técnico del argentino. Su debut como estratega rojinegro fue ante Deportivo Toluca. el 29 de enero de 2020 Ante los malos resultados de Atlas en el Torneo Clausura 2020, la directiva rojinegra decidió destituir a Leandro Cufré como su director técnico. 
A través de su cuenta oficial de Twitter, Atlas dio a conocer que el entrenador argentino, junto con su cuerpo técnico, que se integra por el Chiquis García, Lucas Ayala y Sergio Ponce, están fuera del equipo.

## Selección nacional
Cufré comenzó su participación en el seleccionado argentino con los juveniles, obteniendo en 1997 la Copa Mundial de Fútbol Juvenil. Debutó con la selección mayor el 20 de diciembre de 2000, contra México. Aunque tuvo pocas participaciones en la selección, el director técnico José Pekerman decidió convocarlo para integrar el plantel que disputó la Copa Mundial de 2006 en Alemania para desempeñarse como lateral por izquierda. Poco antes de comenzar el campeonato mundial Cufré sufrió el fallecimiento de su padre pero aun así decidió permanecer en el plantel. En el campeonato jugó un partido, ante Holanda por la primera ronda, y fue expulsado tras finalizar la tanda de penales del partido de cuartos de final entre Argentina y Alemania (a pesar de que no jugó) por agredir junto a Maxi Rodríguez a jugadores del equipo rival. Poco tiempo después el defensor fue suspendido por cuatro partidos por el incidente.

### Participaciones en Copas del Mundo
| Mundial           | Sede     | Resultado        |
| ----------------- | -------- | ---------------- |
| Copa Mundial 2006 | Alemania | Cuartos de final |

## Clubes

### Como jugador
| Club                         | País      | Año       |
| ---------------------------- | --------- | --------- |
| Gimnasia y Esgrima La Plata  | Argentina | 1994-2001 |
| AS Roma                      | Italia    | 2001-2003 |
| Siena                        | Italia    | 2003-2004 |
| AS Roma                      | Italia    | 2004-2006 |
| AS Monaco                    | Francia   | 2006-2008 |
| Hertha BSC                   | Alemania  | 2008-2009 |
| Dinamo Zagreb                | Croacia   | 2009-2011 |
| Atlas de Guadalajara         | México    | 2012-2014 |
| Leones Negros de Guadalajara | México    | 2014      |

### Como asistente técnico
| Equipo                   | País   | Año       | AT de:               |
| ------------------------ | ------ | --------- | -------------------- |
| Club de Fútbol Cruz Azul | México | 2016-2017 | Tomás Boy            |
| Club Santos Laguna       | México | 2022-2023 | Robert Dante Siboldi |

### Estadísticas como entrenador
| Equipo           | Div.             | Torneo           | Estadísticas | Estadísticas | Estadísticas | Estadísticas | Estadísticas | Estadísticas | Estadísticas | Estadísticas | Estadísticas |
| Equipo           |                  | Torneo           | PJ           | G            | E            | P            | GF           | GC           | DG           | Puntos       | Rendimiento  |
| ---------------- | ---------------- | ---------------- | ------------ | ------------ | ------------ | ------------ | ------------ | ------------ | ------------ | ------------ | ------------ |
| Atlas · México   | 1.ª              | Clausura 2019    | 6            | 3            | 0            | 3            | 5            | 5            | 0            | 9            | 50%          |
| Atlas · México   | 1.ª              | Apertura 2019    | 18           | 6            | 3            | 9            | 19           | 26           | -7           | 21           | 41.18%       |
| Atlas · México   | 1.ª              | Copa MX 2019-20  | 6            | 2            | 2            | 2            | 10           | 8            | +2           | 8            | 44.44%       |
| Atlas · México   | 1.ª              | Clausura 2020    | 11           | 4            | 0            | 7            | 9            | 14           | -5           | 12           | 36.36%       |
| Atlas · México   | 1.ª              | Total            | 41           | 15           | 5            | 21           | 43           | 53           | -10          | 50           | 40.65%       |
| Total en equipos | Total en equipos | Total en equipos | 41           | 15           | 5            | 21           | 43           | 53           | -10          | 50           | 40.65%       |

## Palmarés

### Torneos locales
| Título   | Club              | País    | Año  |
| -------- | ----------------- | ------- | ---- |
| Prva HNL | GNK Dinamo Zegreb | Croacia | 2010 |
| Prva HNL | GNK Dinamo Zegreb | Croacia | 2011 |

### Torneos internacionales
| Título                         | Equipo              | País    | Año  |
| ------------------------------ | ------------------- | ------- | ---- |
| Campeonato Sudamericano Sub-20 | Selección Argentina | Chile   | 1997 |
| Copa Mundial de Fútbol Juvenil | Selección Argentina | Malasia | 1997 |